# Le Printemps des baies
Le Printemps des baies (titre original : Strawberry Spring) est une nouvelle de Stephen King qui fait partie du recueil Danse macabre publié en 1978. Elle est parue initialement en 1968 dans la revue littéraire américaine Ubris éditée par l'Université du Maine.

## Résumé
Le narrateur se remémore qu'il y a huit ans, en 1968, alors qu'il était étudiant, une série de meurtres avait défrayé la chronique. Un tueur en série surnommé « Jack des brumes » avait terrorisé le campus lors d'une période connue sous le nom de « printemps des baies », un redoux accompagné de brumes nocturnes que suit le retour de l'hiver. Jack des brumes avait assassiné quatre étudiantes durant ce printemps des baies et n'avait pas été appréhendé malgré l’arrestation de plusieurs suspects.
Aujourd'hui, le phénomène du printemps des baies se reproduit pour la première fois depuis huit ans. Le narrateur apprend par le journal qu'une jeune femme a été assassinée et ne peut se rappeler ce qu'il a fait la nuit dernière. Sa femme soupçonne qu'il a passé la nuit avec une autre femme et, pensant au coffre de sa voiture qu'il n'ose pas ouvrir, le narrateur craint qu'elle n'ait raison.

## Genèse
La nouvelle a été publiée initialement dans le numéro d'automne 1968 de la revue littéraire Ubris, éditée par l'université du Maine. Elle est ensuite parue dans le recueil Danse macabre. Entre ces deux versions, l'histoire a été révisée en profondeur, passant d'un poème en prose à une histoire sur la « découverte de la terreur » comportant un rebondissement final.